# Fengite
La fengite è un minerale costituito da un insieme di strati traslucidi di mica bianca usata durante la prima parte del Medioevo per costruire finestre, utilizzandola come sostituto del vetro.